# Leonardo Terçariol
Leonardo Vial Terçariol, más conocido como Leo Vial o Leo Terçariol, (São Bernardo do Campo, 14 de abril de 1987) es un jugador de balonmano brasileño que juega de portero en el Club Balonmano Bathco Torrelavega de la Liga Asobal. Es internacional con la selección de balonmano de Brasil.
Con la selección brasileña fue nombrado mejor portero del Campeonato Sudamericano y Centroamericano de Balonmano Masculino de 2020, donde además logró la medalla de plata con su selección.

## Palmarés

### Selección nacional
| Juegos Panamericanos                      | Juegos Panamericanos | Juegos Panamericanos | Juegos Panamericanos |
| Año                                       | Lugar                | Medalla              |                      |
| ----------------------------------------- | -------------------- | -------------------- | -------------------- |
| 2019                                      | Lima                 | Medalla de bronce    |                      |
| 2023                                      | Santiago de Chile    | Medalla de plata     |                      |
| Campeonato Sudamericano y Centroamericano |                      |                      |                      |
| Año                                       | Lugar                | Medalla              |                      |
| 2020                                      | Brasil               | Medalla de plata     |                      |

### ADC Metodista
- Liga de Brasil de balonmano (1): 2006
- Campeonato Panamericano de Clubes de balonmano (3): 2007, 2008, 2012

## Clubes
| Club                             | País    | Año         |
| -------------------------------- | ------- | ----------- |
| ADC Metodista                    | Brasil  | 2005 - 2014 |
| Follo HK                         | Noruega | 2014 - 2015 |
| Liberbank Cuenca                 | España  | 2015 - 2017 |
| Cherbourg HB                     | Francia | 2017 - 2018 |
| Club Balonmano Benidorm          | España  | 2018 - 2021 |
| Club Balonmano Ciudad de Logroño | España  | 2021 - 2022 |
| Club Balonmano Huesca            | España  | 2022 - 2024 |
| BM Torrelavega                   | España  | 2024 - Act. |